# Hell and Back Again
Hell and Back Again è un documentario del 2011 diretto da Danfung Dennis.
Nell'ambito dei Premi Oscar 2012 il documentario ha ricevuto la nomination nella categoria miglior documentario.

## Trama
Testimonianza della guerra in Afghanistan.